# Petäjävesi
Petäjävesi is een gemeente in de Finse provincie West-Finland en in de Finse regio Centraal-Finland. De gemeente heeft een landoppervlakte van 456,42 km² en telt 3.651 inwoners (2022).

De oude houten kerk van Petäjävesi, gebouwd tussen 1763 en 1765, staat sinds 1994 op de UNESCO-werelderfgoedlijst.